# Pemón

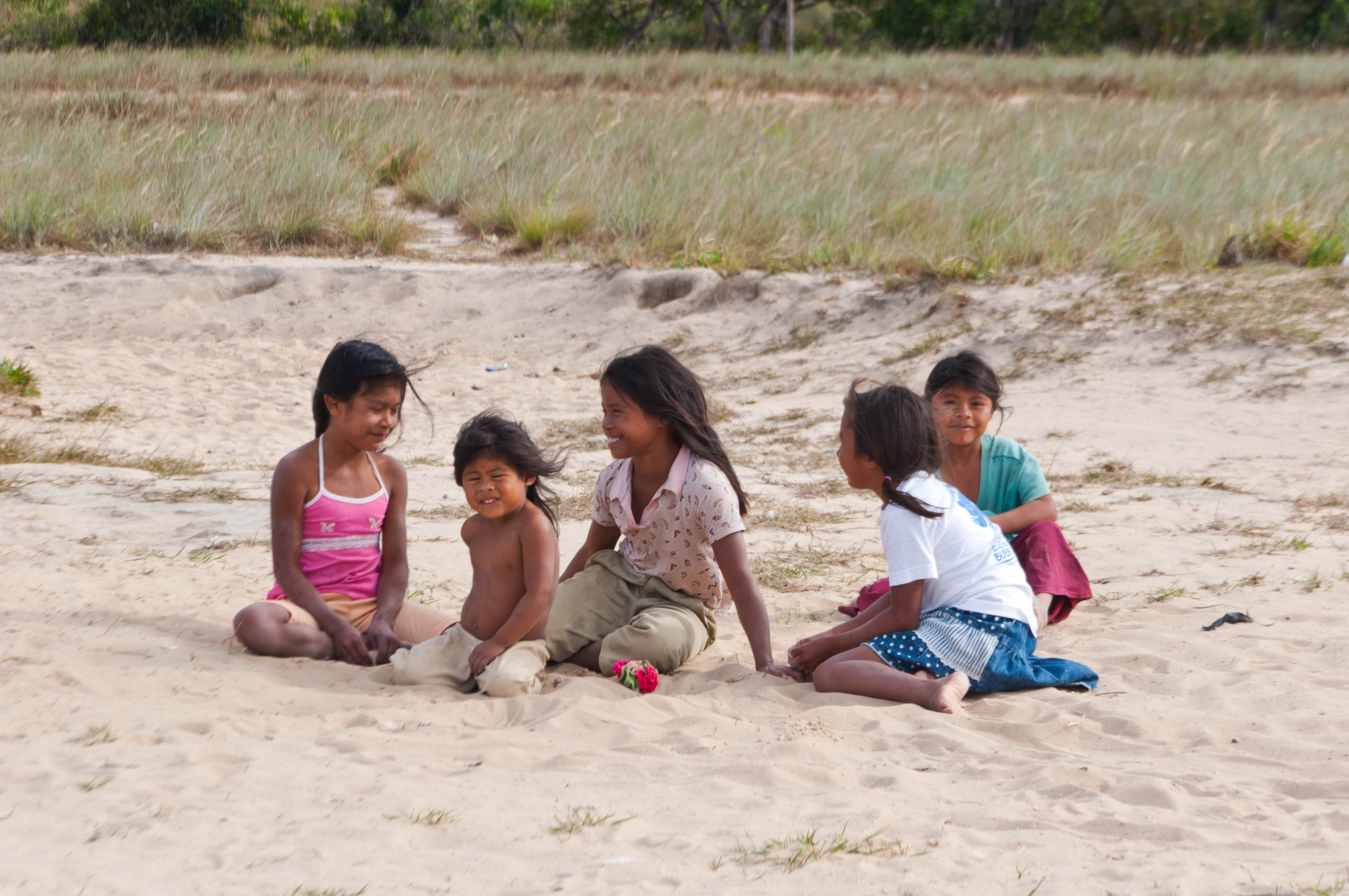
Pemón-Mädchen (Venezuela)

Pemón oder Pemong (aus Pemón ‚wahre Menschen‘) ist der Name eines den Kariben zugerechneten indigenen Volkes Südamerikas.
Die Mehrheit der ca. 30.000 Pemón lebt heute in dem venezolanischen Bundesstaat Bolívar im Territorium Essequibo und in der Gran Sabana sowie entlang des Rio Branco im angrenzenden brasilianischen Bundesstaat Roraima sowie in der Paruima-Siedlung in Guyana.
Die Pemón leben zum Großteil im Landesinneren in kleinen Siedlungen, die nur über die kleinen Ausläufer des Orinoco, die Bolívar durchziehen, erreichbar sind.

## Dialekt- und Stammesgruppen der Pemón
Es gibt drei verschiedene Dialekt- und Stammesgruppen:
- Taurepan (Taulipang): in der Sierra Pacaraima (port. Serra Pacaraima) und Roraima-Tepui (aus Pemón: roroi - ‘türkisblau, fruchtbar’, ma - ‘groß’) im Dreiländereck Venezuela, Brasilien und Guyana, ca. 1.500 Stammesmitglieder
- Arekuna (Arecuna): im Nordwesten des Bundesstaates Roraima, Brasilien sowie im Nationalpark Canaima im Tal des Oberen Río Caroní, meist in der dortigen Missionssiedlung Kavanayen (Santa Teresita de Kavanayen) im Südosten des Bundesstaates Bolivar, Venezuela, ca. 1.500 Stammesmitglieder
- Kamarakoto (Karamagoto, Camaracoto): westlich des Río Karuay, am Río Caroní, Río Paragua und im Kamarata-Tal in beiden Bundesstaaten Amazonas und Bolivar in Venezuela und mit einigen kleineren Gruppen im benachbarten Brasilien (manchmal wird ihr Dialekt als eigenständige Sprache betrachtet)

Die Arekuna können die ebenfalls nordkaribisch-sprechenden Akawaio (Acawayo, Akawai) und Patamona neben den Pemón am besten verstehen.
Alle Pemón-Stammesgruppen sowie die sprachlich nahestehenden Akawaio und Patamona sind in Brasilien als Ingarikó (Ingaricó) (‘Dschungel-Volk’) (eine Bezeichnung seitens der benachbarten Makushi (Macushi, port.: Macuxi)), in Venezuela und Guyana jedoch meist unter dem Pemón-Namen Kapon (Kapong) (‘Himmels-Volk, Volk, das vom Himmel kam’) bekannt.

## Mythen
Nach der Überlieferung der Pemón war ihr Kulturbringer ein Sohn des Sonnengottes namens Chiricavai, der nach einem Erdaufenthalt zu den Sternen zurückkehrte, doch irgendwann wieder auf der Erde auftauchen soll.

## Der Kueka-Stein
Der deutsche Künstler Wolfgang Kraker von Schwarzenfeld ließ 1999 einen rund 35 Tonnen schweren, von den Pemon als  „Abuela Kueka“ bezeichneten Stein aus dem Gebiet der Pemón im Nationalpark Canaima in den Berliner Tiergarten schaffen, wo er sich heute als Teil des Kunstprojekts Global Stone befindet. Seitdem fordern die Pemón den Stein zurück, den sie für sich als Heiligtum reklamieren. Seit dem Jahr 2000 sind venezolanische und deutsche Behörden mit dem Thema beschäftigt und versuchen eine Rückgabe des Steins vom Künstler zu erwirken.
Eine Delegation der Pemon aus Mapauri in der Gran Sabana reiste im Mai 2018 nach Berlin für die zeremonielle Rückholung der  nach Venezuela. Seit 2020 befindet sich die „Abuela Kueka“ nun wieder „Abuela Kueka“ (Großmutter Kueka) an ihrem angestammten Ort, neben dem „Abuelo Kueka“ (Großvater Kueka) in der Gran Sabana, direkt gegenüber dem „Jaspe“. Auf YouTube existieren zahlreiche Videos dieser Aktion.

## Konflikte um Rohstoffe im Siedlungsgebiet  der Pemón
Schon die Regierung von Hugo Chávez schloss mit dem chinesischen Großkonzern CITIC Group ein Abkommen zu Erfassung sämtlicher Mineralienvorkommen des Landes. Citic schickte Geologen, die ganz Venezuela bereisen und die Bestände an Gold und Diamanten, aber auch an Bauxit und Seltenen Erden kartieren sollten. Die Pemón (wie auch andere indigene Völker) bekämpfen einerseits die Prospektoren, allerdings wehren sie sich gegen Aktionen der Regierung und der Armee zur Bekämpfung des illegalen Bergbaus, da viele Pemón und ganze Dörfer in der Nähe der brasilianischen Grenze von der Goldsuche leben, die allerdings von Hand und in geringem Umfang erfolgt. In der Region ist Gold wegen der venezolanischen Hyperinflation die einzige allgemeine akzeptierte Währung.
Im Februar 2019 kam es in den Dörfern Kumarakapay und Santa Elena de Uairén zu blutigen Angriffen auf die Indigenen mit 15 Toten. Zahlreiche Pemón flohen nach Brasilien. Unklar ist die Identität der Täter. Einerseits setzt die Regierung wegen des Zusammenbruchs der Ölexporte verstärkt auf Goldexporte. Offenbar sind aber auch kriminelle Banden und kolumbianische Guerilleros an dem Gold interessiert.